# Statut von Nieszawa
Statut von Nieszawa ( [ɲɛˈʃava], polnisch statuty nieszawskie, auch Privileg von Nieszawa) waren diverse Privilegien, die der polnische Adel, die sogenannte Szlachta, von König Kasimir IV. vor dem Krieg gegen den Deutschen Orden 1454 in Nieszawa (Nessau) bei Thorn erzwang. Separat für einzelne Provinzen ausgestellt, umfassten sie das um wenige Monate zuvor erteilte Statut von Cerkwica für Großpolen und die sogenannte Petita von Opoki für Kleinpolen.
Im Text für Großpolen und die Landschaft Sieradz verpflichtete sich der König unter anderem, nur nach Zustimmung der Landschaftsversammlungen (sejmiki) neue Gesetze zu erlassen und das Ritterheer – allgemeines Aufgebot (pospolite ruszenie) – einzuberufen.
Konkret wurden die folgenden Adelsprivilegien eingeräumt:
- der König sollte in Zukunft kein Adelsaufgebot in Großpolen und in Kleinpolen einberufen dürfen.
- der König sollte keine neuen Steuern erheben dürfen oder neue Rechte gewähren dürfen, falls er nicht die Zustimmung der örtlichen Landsejmiks hierfür einholt.
- die Strafen für flüchtige Bauern wurden verschärft.
- niemand sollte das Amt des Woiwoden und des Kastellanen gleichzeitig mit dem Amt des Starosten bekleiden, mit Ausnahme des Starosten von Krakau, dem eine Ämterhäufung von altersher zustand.
- der König sollte Starosteien nicht verpfänden dürfen.
- den Woiwoden wurde das Recht eingeräumt die Preise in Städten für bestimmte Produkte zu bestimmen.
- den Kastellanen wurde die Gerichtsbarkeit über Adelige in strafrechtlichen Verfahren entzogen.
- die Gerichtsbarkeit wurde zugunsten des Adels reformiert.
- Handelsbeschränkungen für den Adel wurden aufgehoben.
- das Judenprivileg von 1453 wurde zurückgenommen.
- der Adel Großpolen wurde mit dem Adel Kleinpolens bei der Bekleidung von Ämtern am Königshof in Krakau gleichgestellt.

Das Privileg für Kleinpolen festigte die Stellung des Adels, indem es die Leibeigenschaft der Bauern verschärfte, die 1453 erlassenen Judenrechte wieder aufhob, die Zuständigkeit der adligen Landgerichte für die Stadtbürger erklärte, den Landschaften ein Mitwirkungsrecht bei der Wahl der Gerichtsbeamten einräumte und die Salzsteuer abschaffte. 1496 beschwor König Johann Albrecht einen einheitlichen, ganz Polen umfassenden Text der Statuten. Die Statuten von Nieszawa öffneten den Weg zur Bildung des Zweikammersystems und damit zur polnischen Adelsdemokratie.